# Giulio Boschi
Giulio Boschi (ur. 2 marca 1838 w Perugii, zm. 15 maja 1920 w Rzymie) – włoski duchowny katolicki, emerytowany arcybiskup Ferrary i biskup Comacchio, kardynał, Kamerling Świętego Kolegium Kardynałów.

## Życiorys
Był najmłodszym z jedenaściorga dzieci Francesca i Giuseppy z domu Mancini. Pierwszą Komunię i sakrament bierzmowania otrzymał z rąk ówczesnego biskupa Perugii Gioacchina Pecciego, przyszłego papieża Leona XIII. Ukończył seminarium w rodzinnym mieście, a także Uniwersytet Gregoriański w Rzymie (doktorat z teologii). Święcenia kapłańskie otrzymał 25 maja 1861 z rąk kardynała Pecciego. Pracował w miejscowej parafii katedralnej jako mistrz ceremonii biskupich, misjonarz apostolski, posynodalny egzaminator, wizytator miasta i diecezji Perugia, archidiakon i archiprezbiter katedralny. W 1880 został prałatem domowym Jego Świątobliwości.
1 czerwca 1888 mianowany przez Leona XIII biskupem Todi. Sakrę przyjął w Rzymie z rąk kardynała Carlo Laurenzi. W 1895 przeniesiony na biskupstwo Senigallia. 19 kwietnia 1900 został metropolitą Ferrary.
Niejako "po znajomości" za wieloletnią współpracę z przyszłym papieżem, Leon XIII na konsystorzu z kwietnia 1901 kreował Boschiego kardynałem prezbiterem, z metropolią w Ferrarze nie był bowiem związany kapelusz kardynalski. Brał udział w konklawe 1903 i 1914 roku. W 1909 otrzymał dodatkowo biskupstwo Comacchio. Z obu stolic biskupich zrezygnował w lutym 1919 i został włączony do grona kardynałów-biskupów, jako biskup Frascati. Umarł piastując funkcję kamerlinga Świętego Kolegium Kardynałów. Pochowany został na Campo Verano.